# Коста Сан Северо (Мачерата)
Коста Сан Северо (итал. Costa San Severo) насеље је у Италији у округу Мачерата, региону Марке.
Према процени из 2011. у насељу је живело 13 становника. Насеље се налази на надморској висини од 605 м.